# Puccinia veronicae-longifoliae
Puccinia veronicae-longifoliae är en svampart som beskrevs av Savile 1968. Puccinia veronicae-longifoliae ingår i släktet Puccinia och familjen Pucciniaceae.   Inga underarter finns listade i Catalogue of Life.